# يان أوبراين
يان أوبراين (بالإنجليزية: Ian O'Brien) هو سباح أسترالي، ولد في 3 مارس 1947 في أستراليا.

## روابط خارجية
- يان أوبراين على موقع الاتحاد الدولي للسباحة (الإنجليزية)
- يان أوبراين على موقع SwimRankings.net (الإنجليزية)
- يان أوبراين على موقع قاعة مشاهير السباحة العالمية (الإنجليزية)
- يان أوبراين على موقع أوليمبيديا (الإنجليزية)
- يان أوبراين على موقع اللجنة الأولمبية الأسترالية (الإنجليزية)
- يان أوبراين على موقع اتحاد ألعاب الكومنولث (مؤرشف) (الإنجليزية)
- يان أوبراين على موقع قاعة أستراليا للمشاهير الرياضية (الإنجليزية)